# حنانگاری

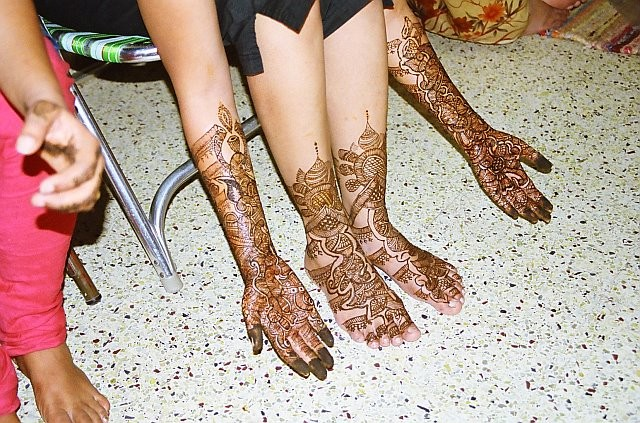
مهندی

حنانگاری که با نام‌های خالکوبی با حنا یا مِهندی یا نقاشی با حنا بر روی بدن نیز شناخته می‌شود. نوعی نقاشی با حنا بر روی بدن است و معمولاً نقش‌ها به صورت گل و  طرح‌های منظم هستند. این هنر امروزه بیشتر در مناطق جنوبی ایران و هند مرسوم است.
نام و لقب نگار که برای معشوق زن در ادبیات فارسی رواجی دارد از همین رسم ریشه گرفته‌است.
البته نقش حنا یا همان طراحی با حنا روی بدن، امروزه با نقوش جدید و شکل و شمایل جدید نیز در حال رواج است. طرح‌هایی فانتزی که در قالب طرح حنا روی بدن اجرا و حدود دو تا سه هفته ماندگاری دارند. نمونه‌ای از این طرح‌های زیبا را می‌توانید در «لوندر حنا» ببینید.
نام دیگر حنانگاری همان طراحی با حنا روی بدن، تتو موقت، یا نقش حناست.
در "لوندر حنا" می‌توانید آموزش نقش حنا، طرح حنا را نیز مشاهده نمایید. ( Lavender Henna )

## نگارخانه

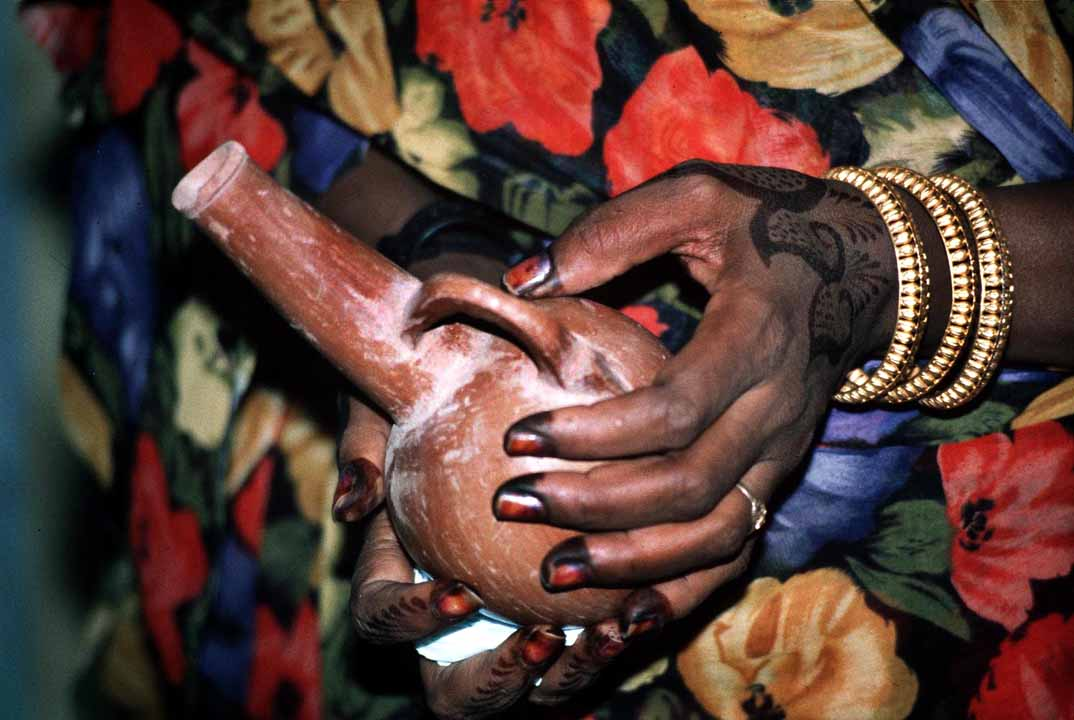
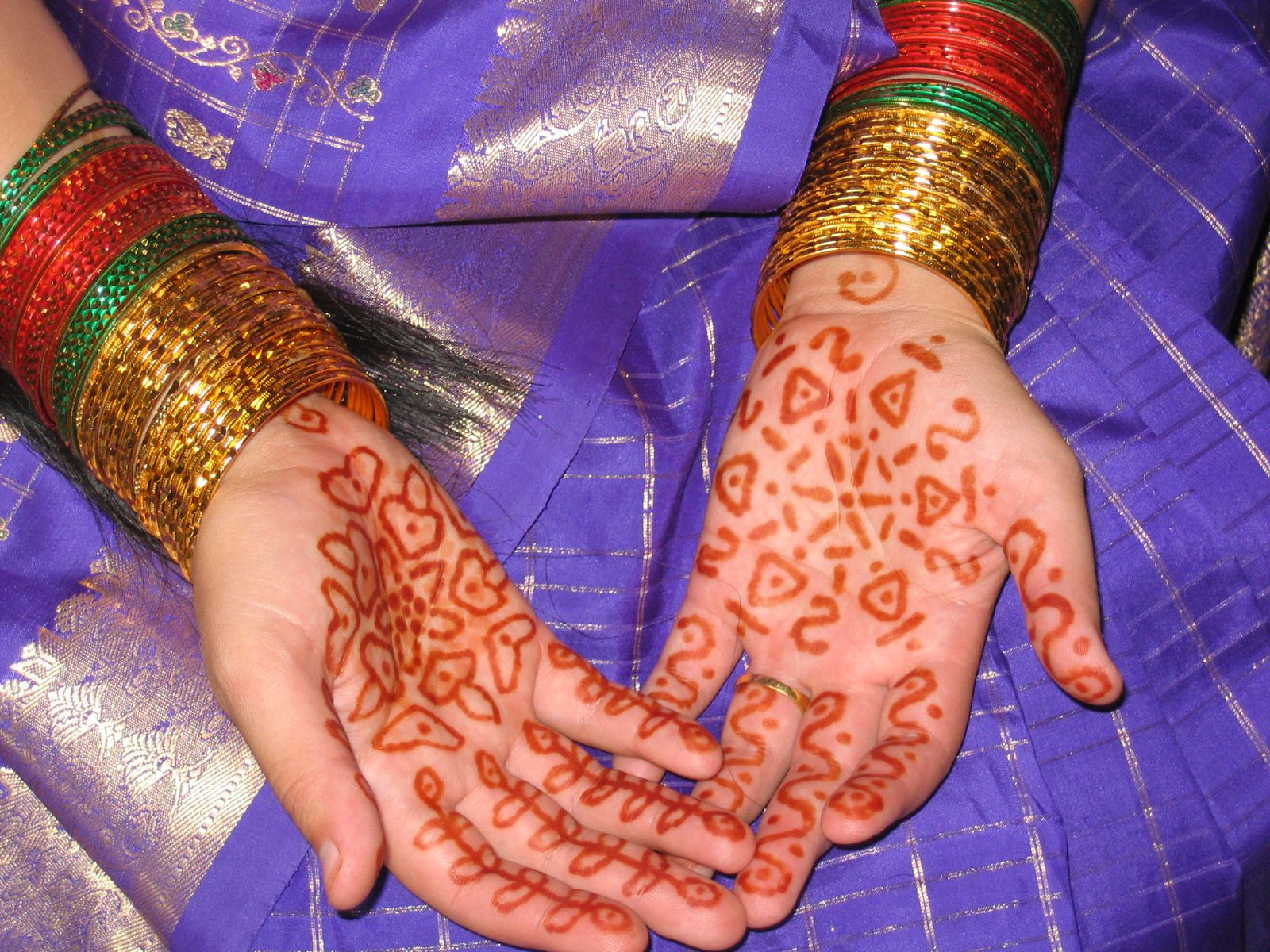
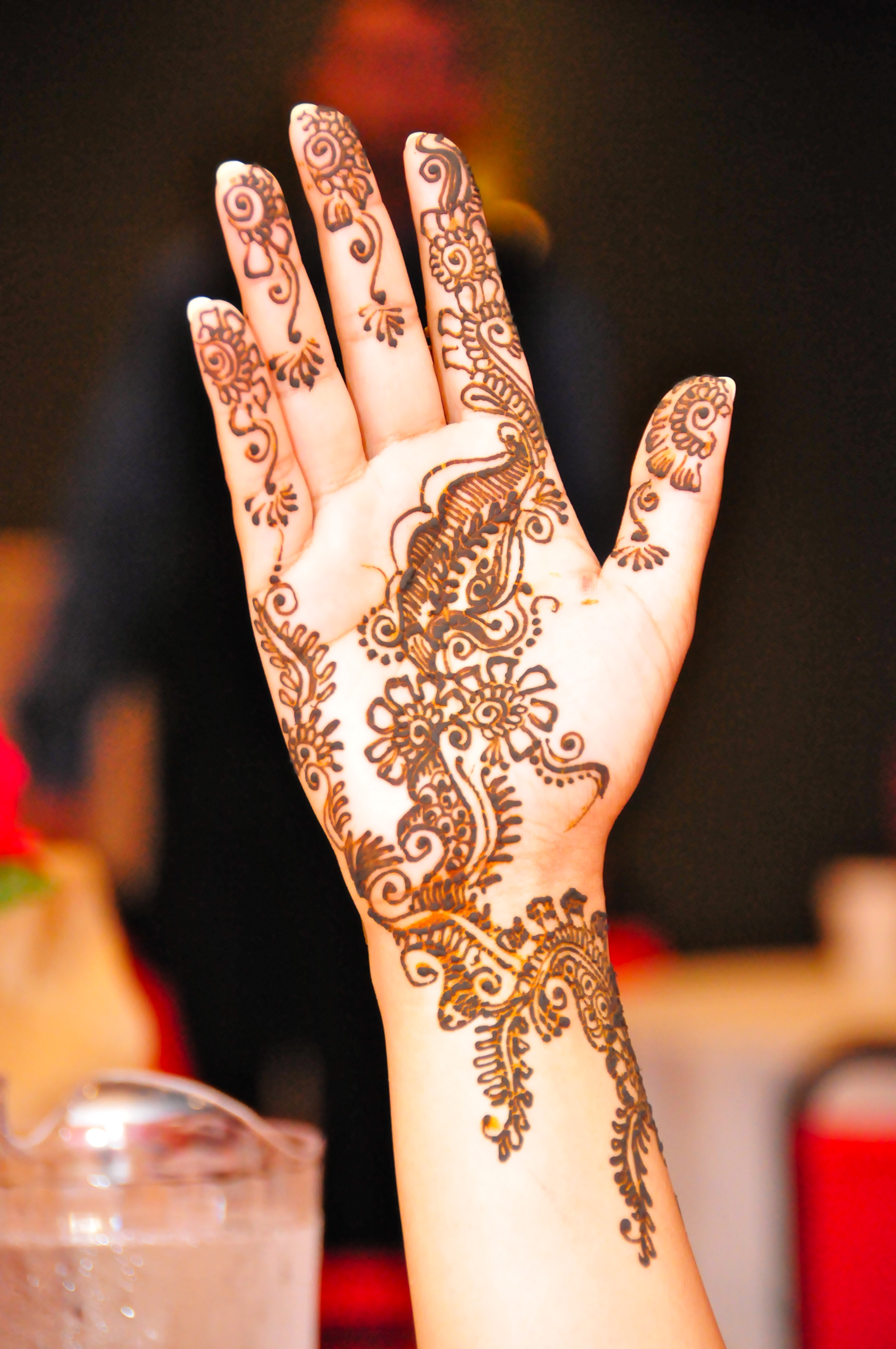
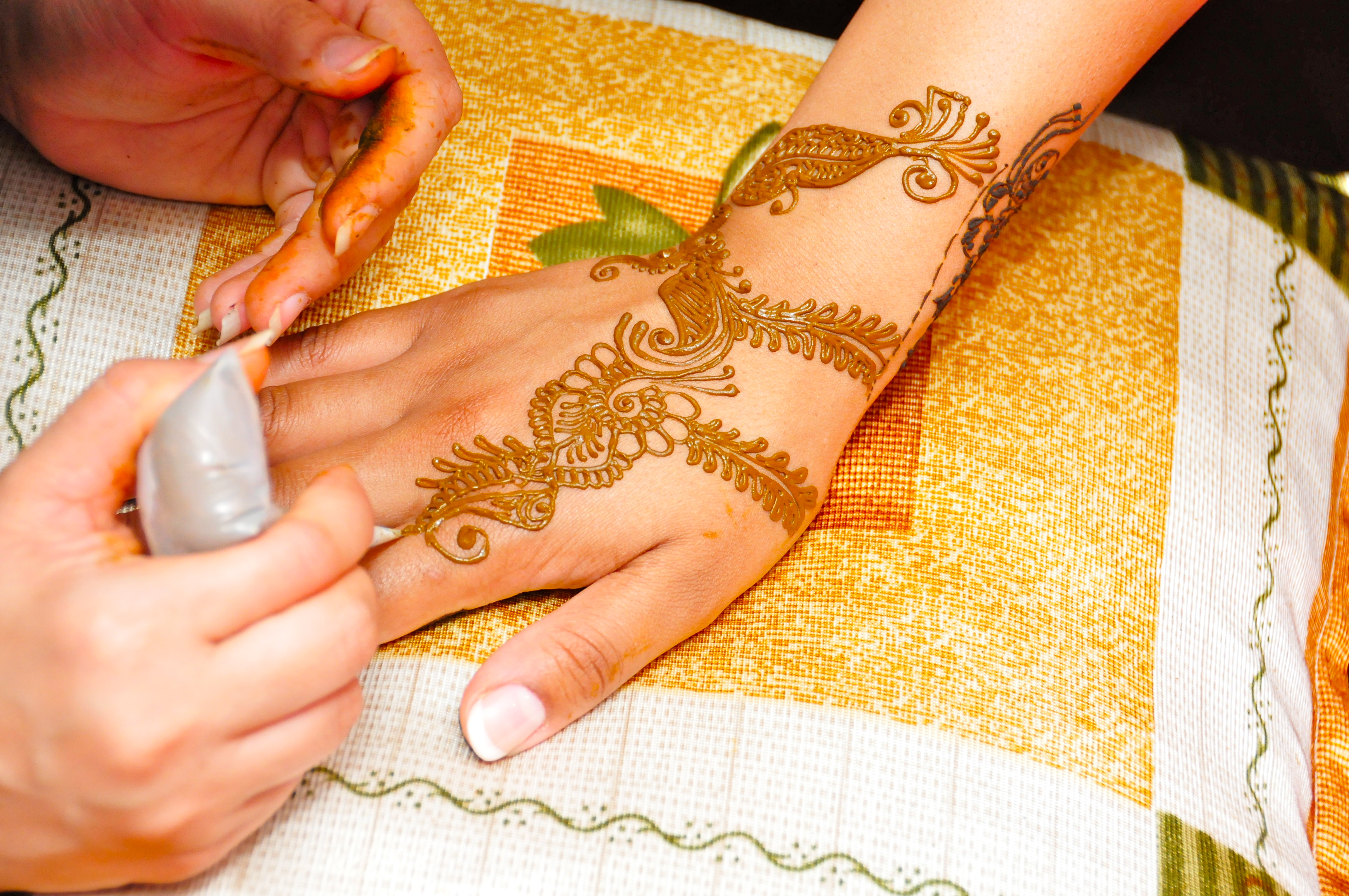